# حمية بيفرلى هيلز
حمية بيفرلى هيلز هو نظام غذائي مبتدع، طورته الكاتبة جودي ميزل (1943-2007) عام 1982، في كتابها الأكثر مبيعاً في 1981، حمية بيفرلى هيلز.

## التاريخ
لقد حاولت ميزل وفشلت في خسارة وزنها باتباع البرامج الموجودة، وطورت خطة لنظام غذائى بعد قضائها ستة أشهر من العمل مع خبير التغذية في سانتا في، بنيو مكسيكو.
من خلال برنامجها، تمكنت من تقليل وزنها من وزن 180 رطلاً (82 كجم) إلى 108 رطلاً ( 49 كجم)، وذلك بعد معاناة عاصرتها منذ الطفولة. بعد الانتهاء من تطوير البرنامج وعودتها إلى لوس أنجلوس، قامت بافتتاح عيادة لإنقاص الوزن وكان من ضمن عملائها عددًا من المشاهير.
وتستند حمية بيفرلي هيلز الغذائية على الإجراءات الأنزيمية للأغذية أثناء عملية الهضم، والسيطرة على الوزن عن طريق التحكم في وقت تناول الأطعمة وتركيبات الطعام نفسه. تبدأ الخطة باستهلاك سلسلة من الثمار المحددة بترتيب محدد في أول عشرة أيام من البرنامج. بعذ ذلك يتسنى لمتبع النظام الغذائى من إدخال الخبز وملعقتين من الزبدة وثلاثة من الكيزان من الذرة، في الأيام من 11 إلى 18. ولا يمكن استهلاك مصادر البروتين الكامل، مثل شرائح اللحم أو سرطان البحر حتى اليوم 19 من الخطة.
ظل ذلك الكتاب والذي نشرته دار نشر ماكميلان 30 أسبوعًا في قائمة أفضل الكتب مبيعاً في نيويورك تايمز، كما أنه باع أكثر من مليون نسخة. تميز هذا الكتاب بحصوله على موافقات من ليندا جراي، وإنجلبرت همبيردينك، وسالي كيلرمان، وماري آن موبلي.

## الاستقبال
تعد حمية بيفرلي هيلز بدعة نظام غذائي وقد نشرت صحيفة الجمعية الطبية الأمريكية (The Journal of the American Medical Association)عام 1981 تقريرًا ينتقد هذه الحمية، إذا إنها غير دقيقة مما يتسبب في أذى جسدي لمن يتبعونها.